# Bjørn Kalsø
Bjørn Kalsø, född 23 mars 1966 i Syðradalur på Kalsoy, är en färöisk jordbrukare och politiker (Sambandsflokkurin).
Efter studentexamen vid Føroya Studentaskúli 1986 gick han som lärling som snickare i Klaksvík. Han har lärarexamen från Føroya Læraraskúli från 1999. Han har varit jordbrukare i Syðradalur på Kalsoy sedan 1986, men arbetade också en period på sjön. Han var lärare i Klaksvík 1999-2002, och självständigt näringsdrivande som snickare 2002-2003.
Han var borgmästare i Húsars kommun 1995-2004. Kalsø var fiskeminister i Jóannes Eidesgaards första regering 2004-2008, varpå han valdes in i det färöiska lagtinget. Han var vice ordförande i utrikeskommittén och medlem av kulturkommittén tills att han utnämndes till kulturminister i Kaj Leo Johannesens andra regering 2011. Vid valet 2015 förlorade Sambandsflokkurin regeringsmakten, och Kalsø gick tillbaka till Lagtinget, där han blev medlem i näringskommittén och kulturkommittén.